# Ewald Spieker
Ewald Spieker (Amsterdam, 31 augustus 1950) is een Nederlands typograaf en beeldend kunstenaar. Hij heeft ook gewerkt onder het pseudoniem Lionel Prent. In 2003 verscheen het boek Letterlust, waarvoor Ewald Spieker de letterobjecten maakte en Kees van Kooten de teksten schreef.

## Levensloop
Spieker woonde tot zijn negende in Amsterdam en woonde daarna in Leeuwarden en Groningen. Op negentienjarige leeftijd keerde hij terug naar Amsterdam om daar een studie te beginnen aan de Gerrit Rietveld Academie. In 1970 volgde hij de opleiding op de afdeling grafisch ontwerpen en kreeg daar les van Duitse kunstenaar Josua Reichert. In 1974 voltooide hij zijn opleiding in typografie, fotografie en ontwerpen. In dat jaar vond hij ook het atelier om te werken in het hart van Amsterdam. In 1985 werd hij docent aan de Gerrit Rietveld Academie. Hij is de leraar van Erik Kriek.
In de jaren tachtig van de twintigste eeuw vormden Spieker, Rudi Albert Broens (1947-; pseudoniem: Rupi Broth) en Pierre Roth het driemanschap De Literaire Loodgieters dat bibliofiele gelegenheidsuitgaven verzorgde in een beperkte oplage. De Literaire Loodgieters hebben o.a. werk uitgegeven van Simon Carmiggelt, Vic van de Reijt, Willem Frederik Hermans, Willem van Malsen, Sal Santen en Godfried Bomans.

## Werk (selectie)
- 2006 - Presentatie Letterlust (met Kees van Kooten) in Museum Meermanno-Westreenianum[2]
- 2003 - Verschijning van boek: Letterlust, auteur: Ewald Spieker en Kees van Kooten, Amsterdam/Antwerpen: De Harmonie/Manteau
- 2000 - Groepstentoonstelling Small Expo, Great Typo, Typo Gallery Amsterdam
- 1992 - Documentaire Speelfilm over H.N. Werkman (decor en drukhandelingen Ewald Spieker)
- 1988 - Tentoonstelling The Typographic Portfolio, Monica Stauss, New York (samen met Willem Sandberg en Gerard Unger)
- 1981 - Solo tentoonstelling Art Book Amsterdam met presentatie van het boek: W.F. Hermans, Beertje Bombazijn (met ill. Ewald Spieker)
- 1980 - Tentoonstelling Twee drukkers (samen met Frans de Jong)

Enkele typografische beeldhouwwerken van Ewald Spieker zijn te zien in Amsterdam.
In zijn werk geldt niet de letter van de wet maar de wet van de letter.